# Radar AN/APQ-13
Le radar AN/APQ-13 était un radar d'observation du sol mis au point par les Laboratoires Bell, la Western Electric Company, et le Massachusetts Institute of Technology (MIT) comme une version améliorée du radar aéroporté H2X, lui-même issu du radar H2S, le premier radar d'observation du sol qui était de fabrication britannique. 

## Caractéristiques
Il a été installé sur B–29 au cours de la Seconde Guerre mondiale dans le théâtre d'opérations du Pacifique pour l'observation de zones de bombardement à haute altitude, la détection et la navigation. Le calcul pour le largage des bombes pouvait se faire à l'aide d'un indicateur d'impact et un calculateur de distance permettait une très bonne précision dans la localisation des balises. Le radôme était situé sur le ventre de l'appareil entre les logements des bombes et était partiellement rétractable sur les premiers modèles. Le radar opérait sur les fréquences de 9 375 ± 45 MHz, il était équipé d'un récepteur superhétérodyne.

## Utilisation en radar météorologique
Comme il fonctionnait dans la bande X, ce radar était sensible aux précipitations. À la fin de 1944, des radars AN/APQ-13 furent installés sur des tours en Inde pour suivre les systèmes orageux le long du pont aérien vers la Chine et la Birmanie. Par la suite, le AN/APQ-13 est le premier radar militaire à être converti à une utilisation civile comme radar météorologique.  Environ 30 appareils furent convertis à partir de la fin de l'année 1945 et installés sur des bases militaires.
Le dernier APQ-13 opérationnel fut démonté de la station météorologique de Fort Sill, Oklahoma, en octobre 1977 pour être exposé à ce qui est aujourd'hui le National Museum of the United States Air Force. Le musée a voulu présenter le radar dans sa configuration originale destinée à la navigation et au bombardement, mais devra préciser que l'histoire de ce radar s'est poursuivie longtemps comme radar météorologique.
Les radars AN/APQ-13 ont été le plus souvent remplacés par l'AN/CPS-9 qui fut spécialement conçu pour la météorologie.